# Gabe Brown
Gabriel Thomas Brown, detto Gabe (Ypsilanti, 5 marzo 2000), è un cestista statunitense.

## Carriera
Nato a Ypsilanti, Michigan il 5 marzo del 2000, trascorre i suoi primi passi alla Belleville High School prima di venire reclutato da Michigan State University. Alla prima annata da freshman raggiunge subito le Final Four del torneo NCAA. Chiude la sua esperienza universitaria a 11.6 punti, 3.8 rimbalzi ed il 38.2% da tre. Nell'estate nel 2022 si mette in mostra con Oklahoma City Thunder alle NBA Summer League prima di Salt Lake City poi di Las Vegas. Nell'agosto del 2022 firma un Exhibit 10 contract con i Toronto Raptors. Brown disputerà tutta la stagione in G-League con il loro team affiliato, Raptors 905 Missisauga, con cui scende sul parquet in 30 occasioni mettendo a referto una media di 12.5 punti (tirando con il 41.0% da oltre l'arco) e 3.1 rimbalzi.
Nell'estate del 2023 firma un contratto triennale con la Pallacanestro Varese, approdando così in Europa.
Il 4 dicembre 2024 rescinde con la Pallacanestro Varese e si accasa alla corte di Jasmin Repeša a Trapani.